# Узорчатая коровка
Коровка узорчатая (лат. Coccinella hieroglyphica) — вид жуков из семейства божьих коровок.

## Описание
Тело продолговато-овальной формы, несколько выпуклое. Надкрылья буро-жёлтого цвета, с чёрным рисунком, состоящим из широкой волнистой перевязи перед серединой перевязью, отдающей вперед три ветви. Довольно редко рисунок образован из точек.

## Распространение
Распространены в Палеарктике. Обитают в Европе, России вплоть до Дальнего Востока, Белоруссии, Украине, Казахстане, Монголии, Китае, Корее.

## Биология
Жуки встречаются с мая по октябрь. Обитают на травянистой растительности возле водоёмов. Питаются тлями. Зимуют в валежнике, под соснами и берёзами. Встречаются до высоты в 1200 метров над уровнем моря.